# أوكوود بولدينغ مقاطعة (أوهايو)
أوكوود بولدينغ مقاطعة (بالإنجليزية: Oakwood village (Paulding County), Ohio) هي قرية تقع بولاية أوهايو في الولايات المتحدة. تبلغ مساحتها 1.82 كم2، وترتفع عن سطح البحر 216 م، بلغ عدد سكانها 608 نسمة في عام 2010 حسب إحصاء مكتب تعداد الولايات المتحدة وتصل الكثافة السكانية فيها 334.1 نسمة لكل كيلومتر مربع (865.3/ميل2).

## التركيبة السكانية
حدّد مكتب تعداد الولايات المتحدة بيانات التركيبة السكانية لأوكوود بولدينغ مقاطعة في تعداد الولايات المتحدة. في ما يلي، التركيبة السكانية حسب تعدادي 2000 و2010.

### تعداد عام 2000
بلغ عدد سكان أوكوود بولدينغ مقاطعة 607 نسمة بحسب تعداد عام 2000، وبلغ عدد الأسر 236 أسرة وعدد العائلات 173 عائلة مقيمة في القرية. في حين سجلت الكثافة السكانية 333.5 نسمة لكل كيلومتر مربع (863.8/ميل2). وبلغ عدد الوحدات السكنية 263 وحدة بمتوسط كثافة قدره 144.5 لكل كيلومتر مربع (374.3/ميل2).
وتوزع التركيب العرقي للقرية بنسبة 98.85% من البيض و0.16% من الأمريكيين ذوي الأصول الآسيوية و0.16% من الأعراق الأخرى و0.82% من عرقين مختلطين أو أكثر و0.16% من الهسبانيون أو اللاتينيون من أي عرق.
بلغ عدد الأسر 236 أسرة كانت نسبة 36.4% منها لديها أطفال تحت سن الثامنة عشر تعيش معهم، وبلغت نسبة الأزواج القاطنين مع بعضهم البعض 57.2% من أصل المجموع الكلي للأسر، ونسبة 12.7% من الأسر كان لديها معيلات من الإناث دون وجود شريك، بينما كانت نسبة 3.4% من الأسر لديها معيلون من الذكور دون وجود شريكة وكانت نسبة 26.7% من غير العائلات. تألفت نسبة 23.7% من أصل جميع الأسر من عدة أفراد يعيشون في نفس المنزل ونسبة 10.6% كانت تتألف من شخص يعيش بمفرده يبلغ من العمر 65 عاماً أو أكثر. وبلغ متوسط حجم الأسرة المعيشية 2.57، أما متوسط حجم العائلات فبلغ 3.07.
بلغ العمر الوسطي للسكان 36.3 عاماً. وكانت نسبة 27.8% من القاطنين تحت سن الثامنة عشر، وكانت نسبة 6.9% بين الثامنة عشر والرابعة والعشرين عاماً، ونسبة 28.2% كانت واقعةً في الفئة العمرية ما بين الخامسة والعشرين والرابعة والأربعين عاماً، ونسبة 25.9% كانت ما بين الخامسة والأربعين والرابعة والستين، ونسبة 11.2% كانت ضمن فئة الخامسة والستين عاماً فما فوق. يوجد لكل 100 أنثى 86.8 ذكر، ويوجد لكل 100 أنثى في الثامنة عشر من عمرها فما فوق 86.4 ذكر.
بلغ متوسط دخل الأسرة في القرية 35,250 دولارًا، أما متوسط دخل العائلة فبلغ 43,750 دولارًا. وكان متوسط دخل الذكور 34,500 دولارًا مقابل 21,786 دولارًا للإناث. وسجل دخل الفرد الخاص بالقرية 15,273 دولارًا. وكانت نسبة 8% من العائلات ونسبة 10.9% من السكان تحت خط الفقر، وكان من هؤلاء نسبة 16.2% تحت سن الثامنة عشر ونسبة 6.9% في الخامسة والستين من العمر وما فوق.

### تعداد عام 2010
بلغ عدد سكان أوكوود بولدينغ مقاطعة 608 نسمة بحسب تعداد عام 2010، وبلغ عدد الأسر 228 أسرة وعدد العائلات 159 عائلة مقيمة في القرية. في حين سجلت الكثافة السكانية 334.1 نسمة لكل كيلومتر مربع (865.3/ميل2). وبلغ عدد الوحدات السكنية 248 وحدة بمتوسط كثافة قدره 136.3 لكل كيلومتر مربع (353.0/ميل2).
وتوزع التركيب العرقي للقرية بنسبة 96.88% من البيض و0.16% من الأمريكيين الأصليين و0.82% من الأعراق الأخرى و2.14% من عرقين مختلطين أو أكثر و4.28% من الهسبانيون أو اللاتينيون من أي عرق.
بلغ عدد الأسر 228 أسرة كانت نسبة 36.8% منها لديها أطفال تحت سن الثامنة عشر تعيش معهم، وبلغت نسبة الأزواج القاطنين مع بعضهم البعض 48.2% من أصل المجموع الكلي للأسر، ونسبة 12.7% من الأسر كان لديها معيلات من الإناث دون وجود شريك، بينما كانت نسبة 8.8% من الأسر لديها معيلون من الذكور دون وجود شريكة وكانت نسبة 30.3% من غير العائلات. تألفت نسبة 25% من أصل جميع الأسر من عدة أفراد يعيشون في نفس المنزل ونسبة 9.6% كانت تتألف من شخص يعيش بمفرده يبلغ من العمر 65 عاماً أو أكثر. وبلغ متوسط حجم الأسرة المعيشية 2.67، أما متوسط حجم العائلات فبلغ 3.16.
بلغ العمر الوسطي للسكان 33.4 عاماً. وكانت نسبة 28.1% من القاطنين تحت سن الثامنة عشر، وكانت نسبة 8.9% بين الثامنة عشر والرابعة والعشرين عاماً، ونسبة 28.3% كانت واقعةً في الفئة العمرية ما بين الخامسة والعشرين والرابعة والأربعين عاماً، ونسبة 20.2% كانت ما بين الخامسة والأربعين والرابعة والستين، ونسبة 14.5% كانت ضمن فئة الخامسة والستين عاماً فما فوق. وتوزع التركيب الجنسي للسكان بنسبة 50.3% ذكور و49.7% إناث.